# Sljezovke
Sljezovke (sljezovi, lat. Malvaceae), biljna porodica iz reda sljezolikih (Malvales), razred rosopsida. Porodica dobiva ime po rodu sljezova, među kojima se po ljekovitosti ističe Althaea officinalis.
Neke vrste u poljoprivredi se smatraju korovom kao Abutilon theophrasti i Modiola caroliniana, dok su druge vrste važni poljoprivredni usjevi, to su četiri vrste pamuka, kola-orah, kakao, Abelmoschus esculentus i Hibiscus cannabinus.
Porodici sljezovki danas se pripisuju i neke biljke koje su prije imale rang porodica, to su: simalovke ili Bombacaceae, lipovke ili Tiliaceae, i lajničevke ili Sterculiaceae.

## Opis
Malvaceae, porodica hibiskusa ili sljeza (red Malvales) koja sadrži oko 243 roda i najmanje 4225 vrsta bilja, grmlja i drveća. Predstavnici se javljaju u svim osim u najhladnijim dijelovima svijeta, ali su najbrojniji u tropima. Brojne su vrste gospodarski važne, uključujući pamuk (razne vrste Gossypium), kakao (Theobroma cacao), lipu (vrsta Tilia), durian (vrsta Durio), hibiskus i bamiju (Abelmoschus esculentus).

### Taksonomija
Dugo se smatralo da su rodovi koji su sada uključeni u Malvaceae vrlo blisko povezani, ali sve dok nisu obavljene studije DNK krajem 20. stoljeća, svrstani su u četiri različite obitelji: Malvaceae, Bombacaceae, Tiliaceae i Sterculiaceae, ta grupa porodica jedini koji čini Malvales za neke ranije botaničare. DNK dokazi su pokazali da mnogi od rodova u tim porodicama tvore evolucijske loze, što je dovelo do toga da ih Grupa za filogeniju kritosjemenjača (APG III) iz 2009. uključi u jednu veću porodicu umjesto da održava umjetne loze (one koje nemaju zajedničkog pretka).

### Glavni rodovi
Hibiskus (oko 550 vrsta), Pavonia (oko 200 vrsta) i Sida (150-200 vrsta) široko su rasprostranjeni, a Sida je posebno raznolika u Novom svijetu. Nototriche (oko 100 vrsta) porijeklom je iz Južne Amerike. Među tim rodovima posebno je čest epikaliks (vrh listolikih brakteja koji okružuje čašične listove), a prašnici su obično srasli u cjevčicu. To su umjerene do tropske biljke, često bilje ili grmlje, s bodljikavim polenom.
Dlačice sa stijenke jajnika iz rodova kao što su Bombax (oko 20 vrsta) i Ceiba (oko 11 vrsta) daju vlakno kapok. Ochroma je izvor drveta balse. Nekoliko rodova, uključujući baobabe iz Starog svijeta (Adansonia), uzgajaju se zbog njihovih cvjetova i prepoznatljivog izgleda stabala. Pripadnici tih rodova obično su čvrsta stabla s tankom, često zelenom korom, a neki imaju čvrste bodlje. Listovi su često dlanasto složeni.
Grewia (oko 290 vrsta) uglavnom je neotropska. Microcos (gotovo 60 vrsta), Corchorus (40-100 vrsta) i Triumfetta (oko 150 vrsta) su pantropske. Dvije vrste Corchorus koriste se kao izvor vlakana jute. Afrička konoplja (Sparmannia africana) porijeklom je iz Afrike i Madagaskara i uzgaja se kao ukrasna sobna biljka. Byttneria (oko 135 vrsta) je pantropska, ali posebno južnoamerička. Hermannia (oko 100 vrsta) posebno je česta u Africi. Melochia (55 vrsta) je uglavnom Novi svijet. Ayenia (oko 70 vrsta) nalazi se u tropskim i toplim umjerenim regijama Novog svijeta.
Theobroma (oko 20 vrsta) porijeklom je iz Neotropa. Cvjetovi su često vrlo osebujni. Latice tog roda često su široke u osnovi, zatim sužene i na kraju s još jednim širim, često visećim dijelom. Često ima manje od 15 prašnika, a komplicirane cvjetove oprašuju male mušice koje djelomično privlače viseće latice. Kakao (T. cacao) je glavni izvor kakaovca, a plodovi drugih vrsta iz amazonskog područja daju ukusnu pulpu za sokove ili sorbete (npr. T. grandiflorum).
Pantropska Sterculia (150 vrsta) i Afrička Cola (125 vrsta) bile su dio nekadašnje obitelji Sterculiaceae, čiji su članovi bili poznati po tome što su imali odvojene muške i ženske cvjetove često u prilično velikim i razgranatim cvatovima. Ti rodovi imaju čašice koje su srasle; nema latica; a prašnici i plodnica nose se na peteljci. Pojedinačni plodnici su slobodni. Sjemenke Cole koje sadrže kofein koriste se u Cola pićima.
Tilia (23 vrste) raste u sjevernim umjerenim područjima. Određene vrste Tilia (poznate kao stabla lipe ili lipe u Sjedinjenim Državama i kao lipe u Engleskoj) često se sade uz ulice zbog prekrasnog mirisnog cvijeća ili se uzgajaju zbog dragocjenog drva. Dombeya (oko 225 vrsta) izuzetno je raznolika na Madagaskaru; ponekad se uzgaja zbog cvjetova. Melhania (60 vrsta) raste u tropima. Helicteres (40 vrsta) raste od Azije do Novog svijeta. Durio (27 vrsta) raste od jugoistočne Azije do zapadne Malezije. Poznati plodovi durijana dobivaju se iz D. zibethinus. Masivni bodljikavi plodovi otvaraju se kako bi otkrili velike sjemenke okružene kremastim mesnatim omotačem ili arilom. Neki ljudi ne podnose miris ili okus duriana, dok drugi misle da je to jedna od najboljih svjetskih delicija.

## Klasifikacija
Familia Malvaceae Juss. (5458 spp.):
1. Subfamilia Grewioideae Dippel
  1. Tribus Apeibeae Benth.
    1. Glyphaea Hook. fil. (2 spp.)
    2. Entelea R. Br. ex Sims (1 sp.)
    3. Sparrmannia L. fil. (4 spp.)
    4. Ancistrocarpus Oliv. (3 spp.)
    5. Apeiba Aubl. (10 spp.)
    6. Corchorus L. (75 spp.)
    7. Pseudocorchorus Capuron (6 spp.)
    8. Clappertonia Meisn. (3 spp.)
    9. Heliocarpus L. (11 spp.)
    10. Triumfetta L. (177 spp.)
    11. Erinocarpus Nimmo ex J. Graham (1 sp.)

  2. Tribus Grewieae Endl.
    1. Desplatsia Bocq. (5 spp.)
    2. Goethalsia Pittier (1 sp.)
    3. Lueheopsis Burret (6 spp.)
    4. Luehea Willd. (19 spp.)
    5. Microcos L. (79 spp.)
    6. Duboscia Bocq. (3 spp.)
    7. Colona Cav. (37 spp.)
    8. Mollia Mart. & Zucc. (16 spp.)
    9. Tetralix Griseb. (5 spp.)
    10. Vasivaea Baill. (2 spp.)
    11. Hydrogaster Kuhlm. (1 sp.)
    12. Trichospermum Blume (39 spp.)
    13. Grewia L. (263 spp.)
2. Subfamilia Byttnerioideae Burnett
  1. Tribus Theobromateae A. Stahl
    1. Guazuma Mill. (3 spp.)
    2. Glossostemon Desf. (1 sp.)
    3. Theobroma L. (21 spp.)
    4. Herrania Goudot (18 spp.)

  2. Tribus Byttnerieae DC.
    1. Scaphopetalum Mast. (20 spp.)
    2. Leptonychia Turcz. (40 spp.)
    3. Abroma L. fil. (1 sp.)
    4. Kleinhovia L. (1 sp.)
    5. Rayleya Cristóbal (1 sp.)
    6. Byttneria Loefl. (140 spp.)
    7. Ayenia L. (76 spp.)
    8. Megatritheca Cristóbal (2 spp.)

  3. Tribus Lasiopetaleae DC.
    1. Seringia J. Gay (19 spp.)
    2. Commersonia J. R. Forst. & G. Forst. (30 spp.)
    3. Androcalva C. F. Wilkins & Whitlock (33 spp.)
    4. Maxwellia Baill. (1 sp.)
    5. Hannafordia F. Muell. (4 spp.)
    6. Guichenotia J. Gay (17 spp.)
    7. Lysiosepalum F. Muell. (4 spp.)
    8. Lasiopetalum Sm. (51 spp.)
    9. Thomasia J. Gay (30 spp.)

  4. Tribus Hermannieae DC.
    1. Melochia Dill. ex L. (64 spp.)
    2. Hermannia L. (173 spp.)
    3. Dicarpidium F. Muell. (1 sp.)
    4. Waltheria L. (62 spp.)
    5. Physodium J. Presl (2 spp.)
3. Subfamilia Helicteroideae (Schott & Endl.) Meisn.
  1. Tribus Helictereae Schott & Endl.
    1. Reevesia Lindl. (22 spp.)
    2. Ungeria Schott & Endl. (1 sp.)
    3. Helicteres L. (67 spp.)
    4. Neoregnellia Urb. (1 sp.)
    5. Mansonia J. R. Drumm. (4 spp.)
    6. Triplochiton K. Schum. (2 spp.)

  2. Tribus Durioneae Becc.
    1. Neesia Blume (8 spp.)
    2. Coelostegia Benth. (6 spp.)
    3. Kostermansia Soegeng (1 sp.)
    4. Cullenia Wight (2 spp.)
    5. Boschia Korth. (6 spp.)
    6. Durio Adans. (27 spp.)
4. Subfamilia Dombeyoideae Beilschm.
  1. Nesogordonia Baill. (22 spp.)
  2. Burretiodendron Rehder (6 spp.)
  3. Schoutenia Korth. (10 spp.)
  4. Pterospermum Schreb. (52 spp.)
  5. Corchoropsis Siebold & Zucc. (3 spp.)
  6. Pentapetes L. (1 sp.)
  7. Harmsia K. Schum. (2 spp.)
  8. Cheirolaena Benth. (1 sp.)
  9. Melhania Forssk. (72 spp.)
  10. Ruizia Cav. (13 spp.)
  11. Dombeya Cav. (195 spp.)
  12. Andringitra Skema (6 spp.)
  13. Hafotra Dorr (1 sp.)
  14. Eriolaena DC. (27 spp.)
5. Subfamilia Tilioideae Arn.
  1. Tribus Tilieae Bartl.
    1. Tilia L. (37 spp.)
    2. Mortoniodendron Standl. & Steyerm. (17 spp.)

  2. Tribus Craigieae Hung T. Chang & R. H. Miao
    1. Craigia W. W. Sm. & W. E. Evans (2 spp.)
6. Subfamilia Brownlowioideae Burnett
  1. Diplodiscus Turcz. (10 spp.)
  2. Indagator Halford (1 sp.)
  3. Brownlowia Roxb. (29 spp.)
  4. Pentace Hassk. (26 spp.)
  5. Pityranthe Thwaites (2 spp.)
  6. Jarandersonia Kosterm. (9 spp.)
  7. Christiana DC. (5 spp.)
  8. Berrya Roxb. (11 spp.)
7. Subfamilia Sterculioideae Burnett
  1. Sterculia L. (174 spp.)
  2. Brachychiton Schott & Endl. (33 spp.)
  3. Cola Schott & Endl. (119 spp.)
  4. Octolobus Welw. (3 spp.)
  5. Acropogon Schltr. (27 spp.)
  6. Pterygota Schott & Endl. (18 spp.)
  7. Franciscodendron B. P. M. Hyland & Steenis (1 sp.)
  8. Argyrodendron F. Muell. (4 spp.)
  9. Firmiana Marsili (17 spp.)
  10. Hildegardia Schott & Endl. (12 spp.)
  11. Scaphium Schott & Endl. (8 spp.)
  12. Pterocymbium R. Br. (11 spp.)
  13. Heritiera Dryand. (36 spp.)
8. Subfamilia Bombacoideae Burnett
  1. Tribus Bernoullieae Carv.-Sobr.
    1. Bernoullia Oliv. (3 spp.)
    2. Gyranthera Pittier (3 spp.)
    3. Huberodendron Ducke (4 spp.)

  2. Tribus Adansonieae Horan.
    1. Adansonia L. (9 spp.)
    2. Cavanillesia Ruiz & Pav. (4 spp.)
    3. Aguiaria Ducke (1 sp.)
    4. Catostemma Benth. (15 spp.)
    5. Scleronema Benth. (5 spp.)

  3. Tribus Bombaceae Kunth
    1. Bombax L. (11 spp.)
    2. Pachira Aubl. (53 spp.)
    3. Eriotheca Schott & Endl. (31 spp.)
    4. Spirotheca Ulbr. (8 spp.)
    5. Neobuchia Urb. (1 sp.)
    6. Ceiba Mill. (19 spp.)
    7. Pseudobombax Dugand (30 spp.)
    8. Septotheca Ulbr. (1 sp.)

  4. Tribus Bombacoideae incertae sedis
    1. Pentaplaris L. O. Williams & Standl. (3 spp.)
    2. Marcanodendron Doweld (1 sp.)
    3. Camptostemon Mast. (3 spp.)
    4. Howittia F. Muell. (1 sp.)
9. Subfamilia Malvoideae Burnett
  1. Tribus Hibisceae Rchb.
    1. Radyera Bullock (2 spp.)
    2. Peltaea (J. Presl) Standl. (21 spp.)
    3. Decaschistia Wight & Arn. (14 spp.)
    4. Hibiscus L. (425 spp.)
    5. Hibiscadelphus Rock (8 spp.)
    6. Roifia Verdc. (1 sp.)
    7. Lagunaria (DC.) Rchb. (2 spp.)
    8. Talipariti Fryxell (23 spp.)
    9. Papuodendron C. T. White (2 spp.)
    10. Kosteletzkya J. Presl (27 spp.)
    11. Abelmoschus Medik. (12 spp.)
    12. Senra Cav. (1 sp.)
    13. Wercklea Pittier & Standl. (13 spp.)
    14. Symphyochlamys Gürke (1 sp.)
    15. Megistostegium Hochr. (3 spp.)
    16. Perrierophytum Hochr. (9 spp.)
    17. Humbertiella Hochr. (6 spp.)
    18. Helicteropsis Hochr. (1 sp.)
    19. Humbertianthus Hochr. (1 sp.)
    20. Cenocentrum Gagnep. (1 sp.)
    21. Urena L. (6 spp.)
    22. Malachra L. (8 spp.)
    23. Phragmocarpidium Krapov. (1 sp.)
    24. Rojasimalva Fryxell (1 sp.)
    25. Pavonia Cav. (293 spp.)
    26. Jumelleanthus Hochr. (1 sp.)
    27. Malvaviscus Fabr. (11 spp.)
    28. Anotea (DC.) Kunth (1 sp.)
    29. Woodianthus Krapov. (1 sp.)

  2. Tribus Kydieae Bates
    1. Julostylis Thwaites (3 spp.)
    2. Dicellostyles Benth. (2 spp.)
    3. Kydia Roxb. (2 spp.)

  3. Tribus Gossypieae Alef.
    1. Cephalohibiscus Ulbr. (1 sp.)
    2. Cienfuegosia Cav. (28 spp.)
    3. Lebronnecia Fosberg & Sachet (1 sp.)
    4. Hampea Schltdl. (22 spp.)
    5. Thespesia Sol. ex Corrêa (18 spp.)
    6. Thepparatia Phuph. (1 sp.)
    7. Gossypioides Skovst. (2 spp.)
    8. Kokia Lewton (4 spp.)
    9. Gossypium L. (51 spp.)

  4. Tribus Malveae J. Presl
    1. Neobaclea Hochr. (1 sp.)
    2. Corynabutilon (K. Schum.) Kearney (7 spp.)
    3. Tetrasida Ulbr. (4 spp.)
    4. Hochreutinera Krapov (2 spp.)
    5. Spirabutilon Krapov. (1 sp.)
    6. Abutilon Tourn. ex Mill. (163 spp.)
    7. Billieturnera Fryxell (1 sp.)
    8. Pseudabutilon R. E. Fr. (19 spp.)
    9. Allowissadula D. M. Bates (9 spp.)
    10. Wissadula Medik. (37 spp.)
    11. Bastardiastrum (Rose) D. M. Bates (8 spp.)
    12. Herissantia Medik. (5 spp.)
    13. Bastardiopsis (K. Schum.) Hassl. (6 spp.)
    14. Robinsonella Rose & Baker fil. (16 spp.)
    15. Akrosida Fryxell & Fuertes (2 spp.)
    16. Dendrosida Fryxell (6 spp.)
    17. Allosidastrum (Hochr.) Krapov., Fryxell & D. M. Bates (4 spp.)
    18. Rhynchosida Fryxell (2 spp.)
    19. Krapovickasia Fryxell (5 spp.)
    20. Malvella Jaub. & Spach (4 spp.)
    21. Meximalva Fryxell (2 spp.)
    22. Sidastrum Baker fil. (8 spp.)
    23. Sida L. (279 spp.)
    24. Ripariosida Weakley & D. B. Poind. (1 sp.)
    25. Bordasia Krapov. (1 sp.)
    26. Dirhamphis Krapov. (2 spp.)
    27. Batesimalva Fryxell (5 spp.)
    28. Horsfordia A. Gray (4 spp.)
    29. Allobriquetia Bovini (3 spp.)
    30. Briquetia Hochr. (2 spp.)
    31. Fryxellia D. M. Bates (1 sp.)
    32. Callianthe Donnell (49 spp.)
    33. Bakeridesia Hochr. (22 spp.)
    34. Phymosia Desv. (8 spp.)
    35. Andeimalva J. A. Tate (5 spp.)
    36. Malacothamnus Greene (14 spp.)
    37. Neobrittonia Hochr. (1 sp.)
    38. Iliamna Greene (8 spp.)
    39. Kearnemalvastrum D. M. Bates (2 spp.)
    40. Malvastrum A. Gray (23 spp.)
    41. Sphaeralcea A. St.-Hil. (46 spp.)
    42. Tarasa Phil. (27 spp.)
    43. Urocarpidium Ulbr. (1 sp.)
    44. Fuertesimalva Fryxell (16 spp.)
    45. Calyculogygas Krapov. (2 spp.)
    46. Monteiroa Krapov. (11 spp.)
    47. Calyptraemalva Krapov. (1 sp.)
    48. Napaea L. (1 sp.)
    49. Eremalche Greene (3 spp.)
    50. Sidasodes Fryxell & Fuertes (2 spp.)
    51. Acaulimalva Krapov. (21 spp.)
    52. Palaua Cav. (16 spp.)
    53. Nototriche Turcz. (111 spp.)
    54. Modiola Moench (1 sp.)
    55. Modiolastrum K. Schum. (6 spp.)
    56. Gaya Kunth (38 spp.)
    57. Cristaria Cav. (20 spp.)
    58. Lecanophora Speg. (7 spp.)
    59. Anoda Cav. (23 spp.)
    60. Periptera DC. (5 spp.)
    61. Kitaibela Willd. (2 spp.)
    62. Malope L. (4 spp.)
    63. Anisodontea J. Presl (19 spp.)
    64. Alcea L. (79 spp.)
    65. Althaea L. (10 spp.)
    66. Malvalthaea Iljin (2 spp.)
    67. Malva L. (55 spp.)
    68. Callirhoe Nutt. (9 spp.)
    69. Sidalcea A. Gray ex Benth. (29 spp.)
    70. Hoheria A. Cunn. (7 spp.)
    71. Lawrencia Hook. (13 spp.)
    72. Plagianthus J. R. Forst. & G. Forst. (3 spp.)
    73. Gynatrix Alef. (2 spp.)
    74. Asterotrichion Klotzsch (1 sp.)

  5. Tribus nerazvrstani Malvoideae
    1. Patinoa Cuatrec. (4 spp.)
    2. Ochroma Sw. (1 sp.)
    3. Phragmotheca Cuatrec. (11 spp.)
    4. Matisia Humb. & Bonpl. (60 spp.)
    5. Quararibea Aubl. (50 spp.)
    6. Fremontodendron Coult. (3 spp.)
    7. Chiranthodendron Sessé ex Larreat. (1 sp.)

## Novi rod
- Woodianthus Krapov.